# Wolf Dietrich von Beichlingen

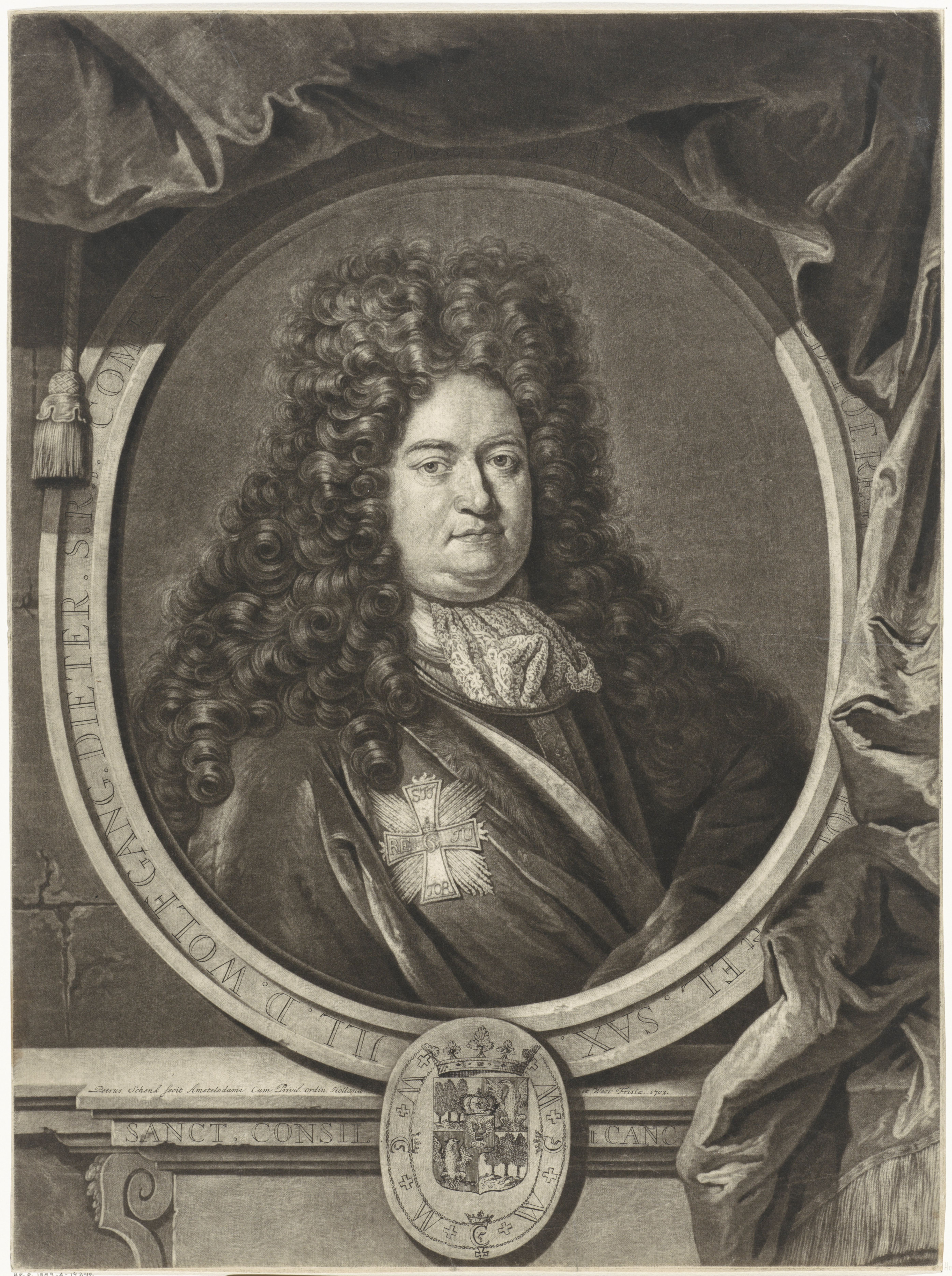
Wolf Dietrich von Beichlingen

Wolf Dietrich von Beichlingen, ab 1700 Graf von Beichlingen (* 13. April 1665 in Zschorna; † 28. September 1725 ebenda) war Großkanzler und Oberhofmarschall des Kurfürsten Friedrich August I. von Sachsen und gehörte zu den größten Grundbesitzern Kursachsens, fiel jedoch in Ungnade und wurde von 1703 bis 1709 auf der Festung Königstein gefangen gehalten.

## Leben und Wirken
Er war der älteste Sohn von Gottfried Hermann von Beichlingen, der 1700 von Kaiser Leopold in den Grafenstand erhoben worden ist, und der Perpetua Margaretha geb. von Lüttichau. Als er 15 Jahre alt war, starb seine Mutter. Ab 1685 studierte er an der  Brandenburgischen Universität Frankfurt.
Sein jüngerer Bruder Gottlob Adolph war Jagdpage am Hof in Dresden und hatte engen Kontakt zum jüngeren Bruder des Kurfürsten Johann Georg IV., Friedrich August. Diesen soll er zur Nachlässigkeit in seinen Studien verführt haben. 1686 sorgte Gottlob Adolph dafür, dass Friedrich August sein erstes Liebesabenteuer mit Marie Elisabeth von Brockdorf hatte. Als diese Angelegenheit ans Tageslicht kam, entfernte die Kurfürstin diese Hofdame und Gottlob Adolph von Beichlingen vom Hofe. Frau von Brockdorf durfte wenig später wieder zurückkehren und auch der ältere Bruder von Gottlob Adolph, Wolf Dietrich, erhielt eine erste Anstellung am Dresdner Hof und wurde zu einem der engsten Vertrauten des neuen Kurfürsten Friedrich August I., den er 1697 bei der polnischen Thronbewerbung unterstützte.
Wolf Dietrich verliebte sich in Luise von Rechenberg, die Tochter des brandenburgischen Feldmarschalls Hans Adam von Schöning, der unter Kurfürst Johann Georg IV. von Sachsen mit ersten Verwaltungsreformen begonnen hatte, jedoch frühzeitig starb. Nach dem Rücktritt von Christian August von Sachsen-Zeitz wurde Wolf Dietrich im Jahr 1700 dessen Nachfolger als Oberstkanzler. Zudem kam es zu einer Standeserhöhung: im April 1700 kaufte er vom nunmehrigen Kurfürst-König für 200.000 Taler die oberlausitzische Standesherrschaft Hoyerswerda und wenig später das in der Nähe gelegene Gut Bernsdorf für 10.000 Taler.

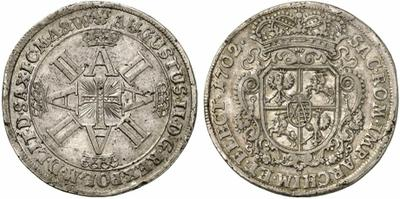
Sächsisch-polnischer Bankotaler von 1702, aus der Münzstätte Leipzig, sogenannter Beichlingscher Ordenstaler

Wolf Dietrich galt als Gegner des Großen Nordischen Krieges und hatte auch aufgrund seiner Finanzpolitik zahlreiche Feinde. Auf Betreiben von Graf August Ferdinand von Pflugk und Anton Egon Fürst von Fürstenberg, zweier Günstlinge von Jakob Heinrich Graf von Flemming, fiel Wolf Dietrich Graf von Beichlingen beim sächsischen Kurfürsten in Ungnade und wurde mit allen seinen Brüdern und engen Freunden Anfang April 1703 unter dem Vorwurf der Veruntreuung und verräterischer Umtriebe inhaftiert. Die Untersuchung gegen ihn leitete damals der Geheime Rat Bernhard Zech. Einer der Vorwürfe war, dass auf einem von Beichlingen emittierten Bankotaler, dem sogenannten Beichlingschen Ordenstaler von 1702, nur das Ordenskreuz, aber nicht der Dänische Elefantenorden dargestellt wurde. Ihm wurde unterstellt, dieses Kreuz sei das des Dänischen Danebrogordens, dessen Ritter er war und der Taler sei so eine Beleidigung des Königs. Durch die Fürsprache der Gräfin Cosel wurde Luise von Rechenberg 1707 aus der Festungshaft entlassen. Während seines Aufenthaltes auf der Festung Königstein organisierte Wolf Dietrich und seine engsten Verbündeten 1707 einen Fluchtversuch, der jedoch durch den ebenfalls zu jener Zeit auf der Festung befindlichen Johann Friedrich Böttger verraten wurde. Dennoch kamen Beichlingen und seine Anhänger am 1. Februar 1709 wieder auf freien Fuß.
Aufgrund der erlittenen Verluste sicherte ihm der Kurfürst eine jährliche Pension von 8.000 Talern zu und die Wiedererlangung seiner Güter. Da das Gutshaus Zschorna durch die lange Abwesenheit gelitten hatte, bot der mit ihm befreundete Georg Ludwig von Haxthausen sein Gut Putzkau als Unterkunft an. Durch das energische Bestreben Beichlingens, unbedingt wieder an den Hof nach Dresden zurückzukehren, verlor er viele Freunde, die befürchteten, sich dort durch die Nähe zu Beichlingen Feinde zu machen. Selbst Luise von Rechenberg verachtete er, denn ihr gab er letztendlich die Schuld für seine sechsjährige Inhaftierung. Verbittert zog diese sich zurück und starb nach schwerer Krankheit. Große Verbitterung führte dazu, dass Beichlingen sich derart negativ verändert hatte, dass Gräfin Cosel nach ihrem ersten persönlichen Kennenlernen im Februar 1710 die Fragen stellte: „Ist es möglich, daß der König diesen Mann geschätzt hat? Und daß die Rechenberg, die so viel Geist hat, diesen Mann so liebte?“
Im Jahr 1711 lebte Wolf Dietrich dann wieder auf seinem Gut Zschorna. Von 1712 bis 1715 ließ er ein Palais in Dresden erbauen, was wenige Jahre später geteilt wurde in das Hôtel de Saxe (Neumarkt) und das British Hotel (Landhausstraße) (Bähr/Haase). Nach seinem Tod wurde er in der Kirche in Dobra beigesetzt.

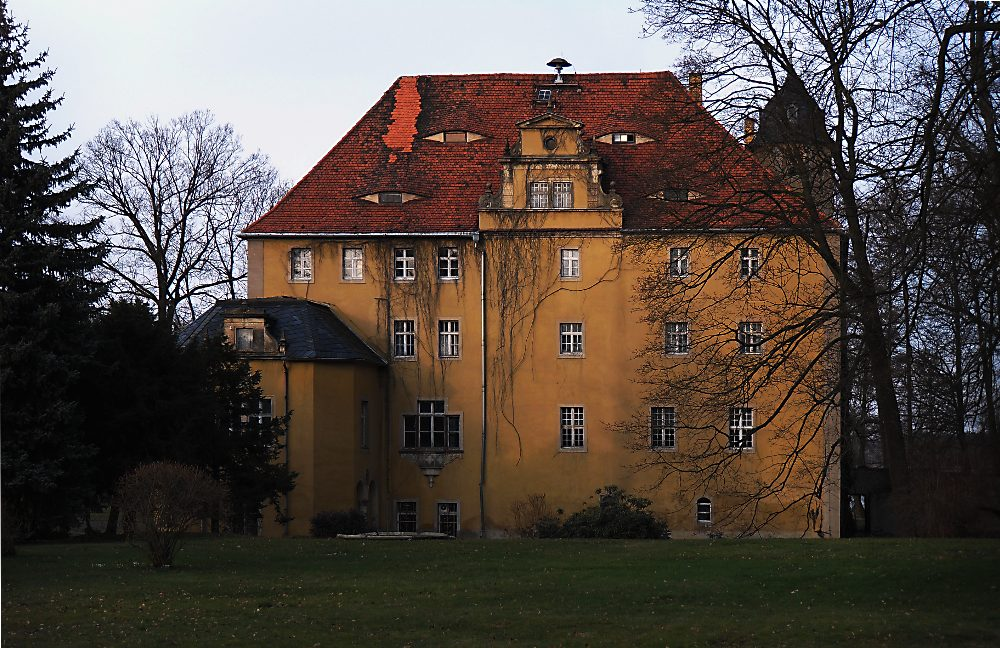
Schloss Zschorna
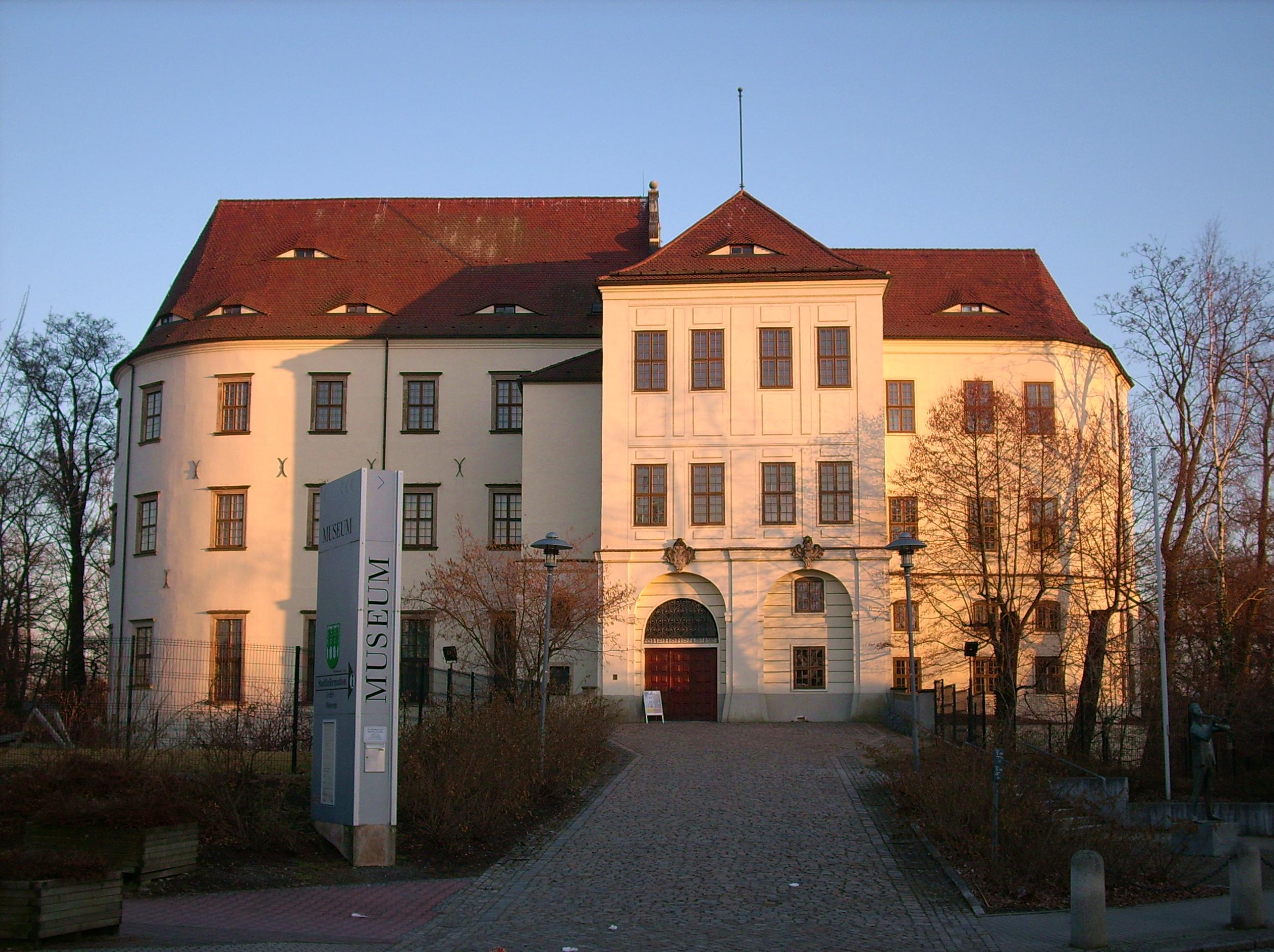
Schloss Hoyerswerda
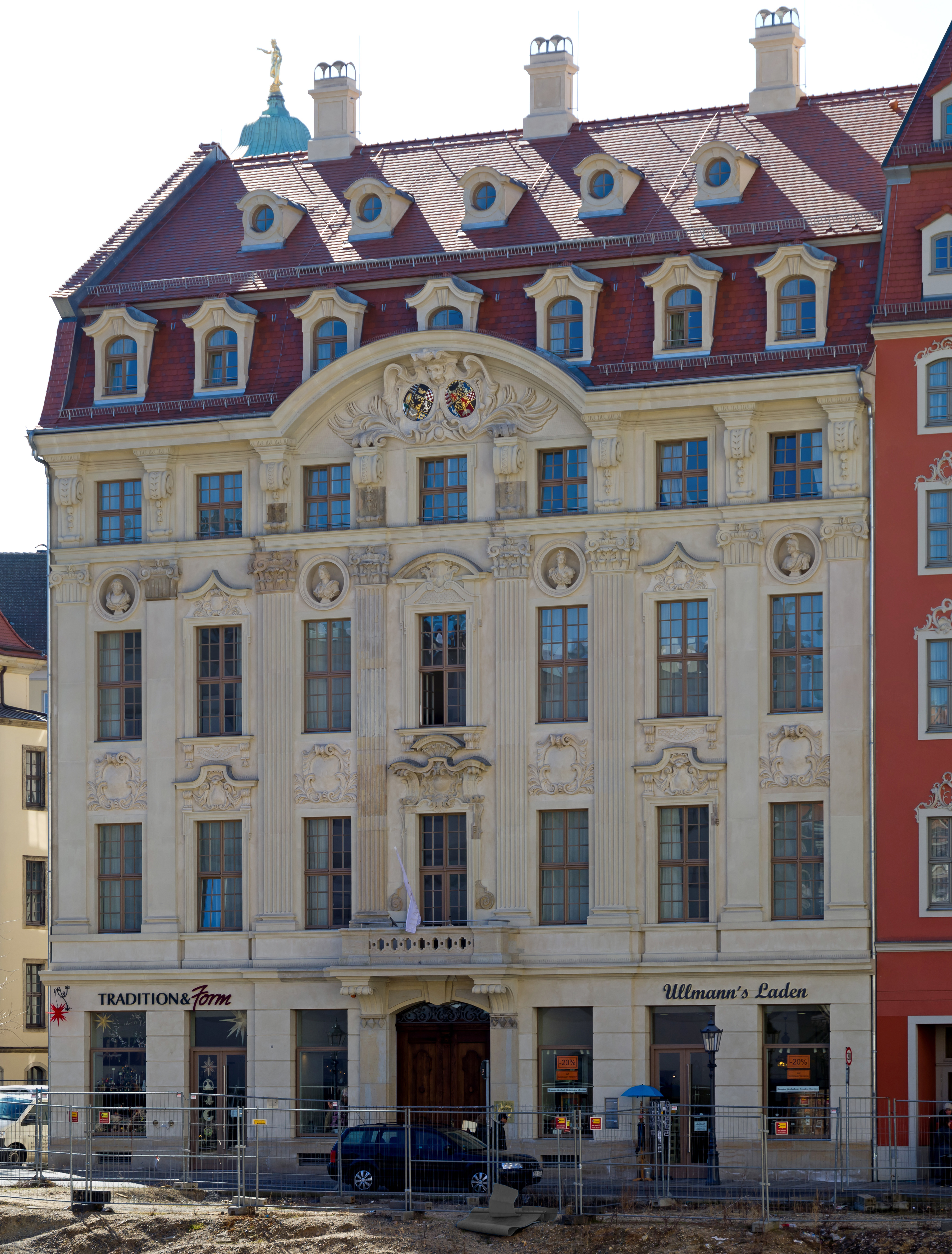
British Hotel in Dresden

## Familie
Er heiratete 1693 Anna Katharina von Neitschütz, Tochter des Generals Rudolph von Neitschütz, die Ehe wurde 1711 wegen angeblicher Untreue geschieden.
Er heiratete 1715 Dorothea Magdalena von Miltitz (1692–1759). Aus dieser Ehe gingen die Töchter Dorothea Magdalena Gräfin von der Sahla (1716–1758), Johanna (Dorothea) Magdalene Gräfin von Gersdorff (1718–1742) und Charlotte Sophie Gräfin von Hoym (1720–1808) sowie die Söhne Hermann Alexander († 1732) und Wolf Dietrich d. J. († 1733) hervor.